# Fantômette et le Dragon d'or
Fantômette et le Dragon d'or est le 41e roman de la série humoristique Fantômette créée par Georges Chaulet.
Le roman, publié en 1980 dans la Bibliothèque rose des éditions Hachette, comporte 149 pages.
Il évoque la tentative de Fantômette de retrouver un talisman, dénommé « le Dragon d'or », volé à son propriétaire.

## Notoriété
De 1961 à 2000, les ventes cumulées des titres de Fantômette s'élèvent à 17 millions d'exemplaires, traductions comprises.
Le roman Fantômette et le Dragon d'or a donc pu être vendu à environ 200 000 exemplaires.
Comme les autres romans, il a été traduit en italien, espagnol, portugais, en flamand, en danois, en finnois, en turc, en chinois et en japonais.

## Personnages principaux
- Personnages « gentils » récurrents 
  - Françoise Dupont / Fantômette : héroïne du roman.
  - Ficelle : amie de Françoise et de Boulotte.
  - Boulotte : amie de Françoise et de Ficelle.
  - Œil de Lynx : journaliste, ami de Fantômette.

- Personnages « méchants » récurrents
  - Le Masque d'argent : bandit.
  - Éric : fils du Masque d'argent.
  - Le Furet : chef d'une bande de voleurs.
  - Alpaga : complice habituel du Furet.
  - Bulldozer : complice habituel du Furet.

- Autres personnages importants
  - César Hensor[3] : propriétaire du talisman, il fait appel à Fantômette.
  - Isidore Lapilule[4] (nom de scène : « Dynamite Bill ») : jeune chanteur à la mode, neveu de César Hensor.

## Résumé
Remarque : le résumé est basé sur l'édition cartonnée non abrégée parue en 1980 en langue française.

### Mise en place de l'intrigue
Chapitres 1 à 4.
Un soir, César Hensor se présente au domicile de Fantômette. On lui a récemment volé un talisman auquel il attribue sa réussite professionnelle : « le Dragon d'or ». Il demande à la jeune fille de le retrouver. Il soupçonne son neveu, Isidore Lapilule, jeune chanteur à la mode (sous le nom de scène de « Dynamite Bill »), de lui avoir volé le bijou. Dès le lendemain, Françoise, accompagnée de Ficelle et Boulotte, rencontre le jeune chanteur sous la couverture de la rédaction d'un article pour le journal de l'école. Le chanteur est sympathique et Françoise a du mal à le considérer comme un voleur. Il leur donne des tickets gratuits pour son spectacle du lendemain.
Le lendemain, les trois jeunes fille assistent au concert. Le guitariste d'Isidore Lapilule / Dynamite Bill attire l'attention de Françoise, il s'agit d'Arthur  Binagaz, dont le visage, caché sous des lunettes de soleil, rappelle quelqu'un à Françoise.

### Enquête, aventures et rebondissements
Chapitres 5 à 12.
Fantômette fait appel à son ami journaliste Œil de Lynx. Il se rend au domicile de l'aventurière et tous deux engagent la conversation. Elle lui révèle qu'elle a finalement reconnu le guitariste Arthur Binagaz : il s'agit d'Éric, le fils du Masque d'argent.
Ils ignorent que leur entretien est écouté par le Furet et ses complices, le prince d'Alpaga et Bulldozer. Le Furet décide de suivre Fantômette de loin, et de récupérer à son profit le talisman le moment venu.
Le lendemain, Françoise/Fantômette et Œil de Lynx rendent visite à Arthur Binagaz pour un entretien au profit de la chaîne de télévision d'Œil de Lynx. Mais le jeune homme élude et montre à Françoise qu'il l'a reconnue comme étant Fantômette.
Françoise/Fantômette en arrive à penser qu'Éric, qui a volé le Dragon d'or, l’a caché dans la guitare avec laquelle il joue. Mais le Furet la devance et, en détournant l'attention d'Éric, parvient à faire voler la guitare par Alpaga. Françoise/Fantômette a vu la direction prise par les trois bandits et demande à Œil de Lynx de contacter l'un de ses collègues journalistes. M. Pusseron-Desroziers est contacté et accepte de les aider. Mais entretemps, avec sa moto Éric a rejoint les trois bandits. Quand Françoise/Fantômette, Œil de Lynx et M. Pusseron-Desroziers retrouvent les trois bandits et s'emparent de la guitare, Éric surgit et prend la guitare à Œil de Lynx. Une nouvelle poursuite a lieu : les trois aventuriers rejoignent Éric et l'obligent à donner la guitare. Peine perdue : le talisman avait été récupéré par le Furet auparavant.
Fantômette émet une supposition : le Furet va sans doute restituer le Dragon d'or à César Hensor afin de percevoir la récompense. Elle appelle César Hensor et lui demande de la rejoindre en Bretagne, à Brest. L'homme est surpris et râle un peu mais accepte de se rendre à Brest. Ayant écarté la victime du vol, elle propose à Œil de Lynx de surveiller le domicile de César Hensor. L'attente n'est pas très longue : le Furet et ses hommes s'y présentent, mais Hensor est parti. Les bandits se dirigent vers une voie ferrée désaffectée. Les bandits sont reçus dans un wagon par M. Zigotto ; l'homme va les faire dormir dans un wagon d'un train de réserve.
La nuit qui suit, Fantômette tente de fouiller les poches du Furet durant son sommeil mais elle est surprise par Zigotto. Le Furet décide de se débarrasser de la jeune aventurière en l'attachant à un tampon de train, mais elle est délivrée in extremis par... le Masque d'argent et Éric. Ces deux bandits récupèrent le Dragon d'or auprès du Furet. Fantômette est certes délivrée, mais pas longtemps : la jeune fille est emmenée à bord d'une péniche et enfermée à fond de cale. La péniche suit le cours de la Seine.
Une fois la péniche arrivée au Havre, le Masque d'argent remet à un correspond de la drogue (c'était le but du voyage jusqu'au Havre). Puis le bandit ordonne à Fantômette d'entrer dans un gros sac. Puis ce sac est balancé à la mer : c'est la fin de Fantômette ! Une fois le forfait accompli, le Masque d'argent et Éric remontent la Seine jusqu'à Paris. Le but du Masque d'argent est de rencontrer César Hensor afin de lui vendre le Dragon d'or.

### Dénouement et révélations finales
Chapitre 13 ; épilogue.
Le Masque d'argent est accueilli au domicile de César Hensor par Fantômette ! Elle révèle au bandit qu'elle avait été libérée par Œil de Lynx et que seul un sac bourré de sable avait été jeté à la mer. La jeune aventurière oblige le Masque d'argent à lui remettre le Dragon d'or.
Plus tard, César Hensor rentre chez lui, fort mécontent d'être allé à Brest et de ne pas y avoir rencontré Fantômette. Mais il est heureux d'apprendre qu'elle a le Dragon d'or avec elle. Toutefois Fantômette lui annonce qu'elle connaît l'origine réelle du bijou : il avait été volé quelques années auparavant par un cambrioleur au musée chinois de San Francisco. Hensor s'en était porté acquéreur tout en connaissant son origine frauduleuse. Elle annonce à César Hensor qu’elle ne va pas lui rendre le Dragon d'or et qu'elle va le remettre aux autorités américaines ou chinoises.
Dans un « Épilogue fortement artistique » (sic), Ficelle annonce à Françoise et à Boulotte son intention de devenir une vedette de la chanson. Elle a écrit à cet effet une chanson qui ne comporte que des onomatopées.

## Autour du roman
- Dans Fantômette amoureuse (2011), Ficelle confiera de nouveau à Françoise et Boulotte son souhait de devenir une vedette de la chanson. Ses vœux se réaliseront de manière inattendue.
- Apparitions d'Éric dans la série :
  - Fantômette dans l'espace (1977) - n°34 de la série
  - Fantômette et les 40 Milliards (1978) - n°37 de la série
  - Fantômette et le Dragon d'or (1980) - n°41 de la série
  - Fantômette a la main verte (2007) - n°51 de la série
  - Fantômette amoureuse (2011) - n°53 de la série

## Sources bibliographiques
- Pierre Bannier, Les microsociétés de la littérature pour la jeunesse - L'exemple de Fantômette, éd. L’Harmattan, collection « Logiques sociales », 2000  (ISBN 2-7384-9829-9).
- Sylvie Bérard, « Les Exploits linguistiques de Fantômette : Le jeu de mots comme marqueur sériel », dans Paul Bleton (dir.), Amours, Aventures et Mystères, ou Les romans que l’on ne peut pas lâcher, éd. Nota Bene, Québec, 1998  (ISBN 2-921053-93-4).
- Armelle Leroy, Le Club des Cinq, Fantômette, Oui-Oui et les autres : Les grandes séries des Bibliothèques Rose et Verte, Paris, Hors Collection, 2005, 110 p. (ISBN 2-258-06753-7).
- André-François Ruaud et Xavier Mauméjean, Le Dico des héros, Éditions Les Moutons électriques / Bibliothèque rouge, janvier 2009.